# Oceano Reico

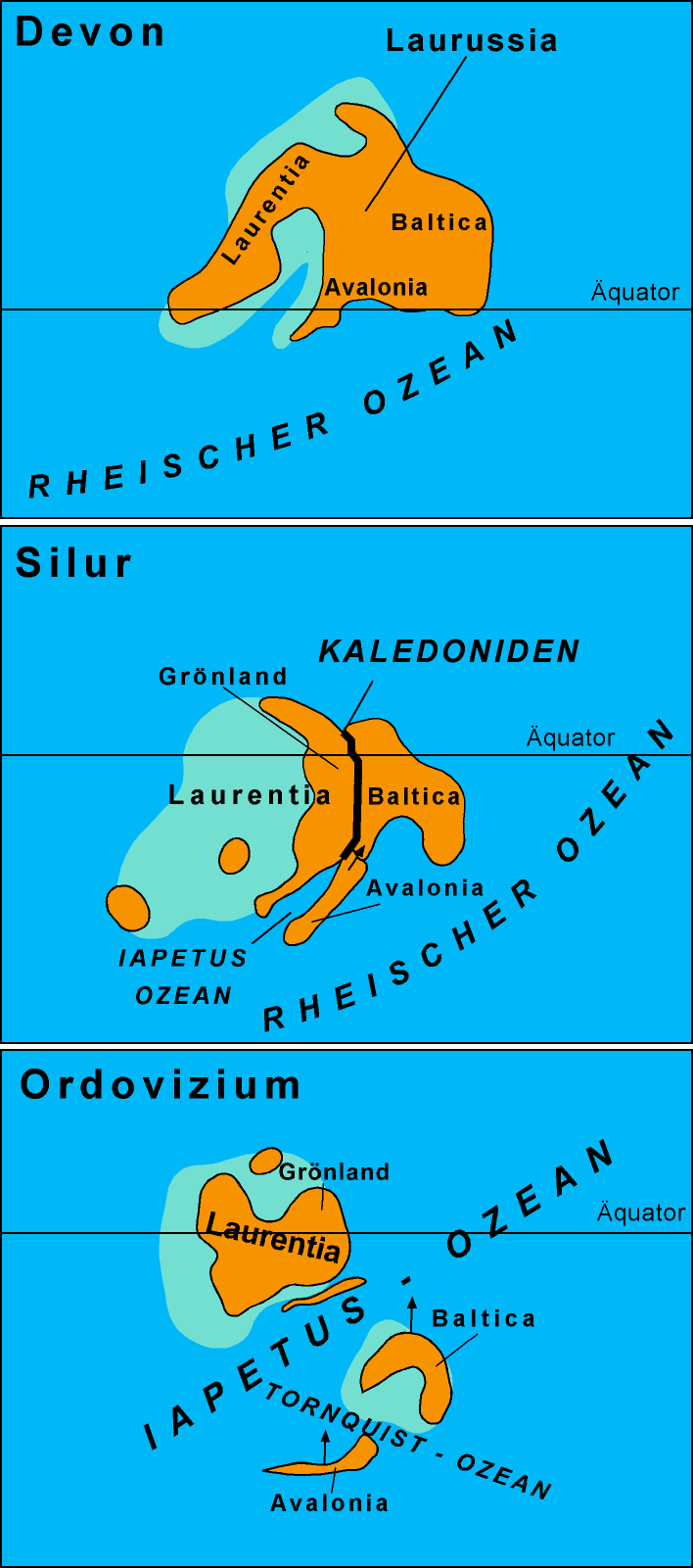
Evoluzione schematica di Avalonia, Baltica e Laurentia tra Ordoviciano e Siluriano.

L'Oceano Reico era un antico oceano che durante il Paleozoico si localizzava tra il supercontinente Gondwana a sud e i più piccoli continenti dell'emisfero settentrionale. Questi ultimi includevano la Laurentia (da cui deriva il Nord America), la Baltica (che diede origine all'Europa orientale) e la piccola Avalonia. Questi si unirono più tardi al continente Siberia per formare il supercontinente Laurasia.
Si formò durante il Cambriano e venne distrutto nel Carbonifero durante la fase orogenetica nota in Europa come orogenesi ercinica e in America come orogenesi allegheniana.

## Etimologia
L'oceano tra i continenti Baltica e Laurentia derivò il suo nome da Giapeto, che nella mitologia greca era il padre di Atlante; l'Oceano Giapeto fu il predecessore dell'Oceano Atlantico. Per analogia l'oceano tra la Gondwana e la Baltica fu chiamato Oceano Reico dal nome di Rea, la sorella di Giapeto.

## Evoluzione geodinamica
All'inizio del Paleozoico, circa 540 milioni di anni fa, la maggior parte delle terre emerse erano raggruppate nell'emisfero australe attorno al paleocontinente Gondwana, con masse continentali più piccole nell'emisfero boreale come la Laurentia e la Baltica. L'oceano compreso tra Gondwana, Laurentia e Baltica viene chiamato Oceano Giapeto.
Durante l'Ediacarano il margine settentrionale della Gondwana fu interessato dall'orogenesi cadomiana, che formò una cordigliera ad arco vulcanico dove la crosta oceanica veniva subdotta al di sotto della Gondwana; dove la dorsale medio-oceanica subduceva con un angolo obliquo, si formarono dei bacini estensionali lungo il margine settentrionale del supercontinente. Durante il Cambriano superiore e l'Ordoviciano inferiore questi bacini estensionali avevano formato un rift che correva lungo tutto il bordo settentrionale della Gondwana e che successivamente evolsero in una dorsale oceanica che separava i piccoli frammenti continentali come Avalonia dalla grande massa continentale.
La deriva verso nord dell'Avalonia e il conseguente allontanamento dalla Gondwana, portò all'espansione dell'Oceano Reico. Il movimento verso nord dell'Avalonia comportò anche il restringimento dell'Oceano Giapeto, che avvenne durante l'Ordoviciano medio e il Siluriano superiore. L'Avalonia entrò in collisione con la Baltica e la Laurentia andando a formare la Laurussia durante l'orogenesi caledoniana alla fine del Siluriano.
L'Oceano Reico cominciò a chiudersi durante il Devoniano quando la Gondwana, probabilmente preceduta da qualche terrane che si era già staccato, cominciò a migrare verso la Laurussia. Nel Devoniano superiore l'Oceano Reico si restrinse notevolmente fino ad essere suturato tra Gondwana e Laurussia. L'oceano iniziò a chiudersi da est a ovest, dapprima in quella che oggi è l'Europa centrale (orogenesi erciniana), poi nel nord-est del Nord America (orogenesi allegheniana), nel nord-ovest dell'Africa e infine nel sud-est del Nord America (orogenesi Ouachita) e della parte settentrionale del Sud America.